# مینتستاچیس مولیس
مینتستاچیس مولیس (نام علمی: Minthostachys mollis) نام یک گونه از تیره نعناعیان است.